# Henrique Afonso
Henrique Afonso Soares Lima (Cruzeiro do Sul, 3 de dezembro de 1964) é um professor universitário, pedagogo e político brasileiro filiado ao Partido Social Democrático (PSD). Foi deputado federal pelo estado do Acre.

## Biografia
Iniciou sua inserção no movimento social, no início de sua juventude, através do Grupo de Jovem da Igreja Católica – MOJUC. Em 1983, aos 19 anos de idade, era professor do Colégio São José, em Cruzeiro do Sul. Em 1989 formou-se em pedagogia pela Universidade Federal do Acre (UFAC), em Rio Branco. Desde 1986, em Rio Branco, aderiu ao movimento sindical, Ao lado de líderes como: Marina Silva, Sérgio Roberto e outros.
De volta a Cruzeiro do Sul criou um grupo teatral denominado Poyanawas, nome da tribo indígena da qual sua esposa descendia. Além do grupo teatral, Henrique, com um grupo de amigos, fundou em Cruzeiro a comissão pró-cultura, através da qual realizavam a cada ano a Maratona Cultural. Em Cruzeiro do Sul, de 1991 a 1995, foi eleito presidente do SINTEAC.
Em 1997 foi eleito vereador pelo Partido Comunista do Brasil (PCdoB). Membro da Igreja Presbiteriana, convertido um dia antes da eleição. Dedicando-se aos ensinamentos de Cristo, depois que fundou uma congregação da Igreja Presbiteriana no bairro Saboeiro, em Cruzeiro do Sul, Henrique foi enviado, através da Igreja, ao Vale do Acre. Deixou para trás sua vida política e seu contrato de professor da Universidade Federal do Acre e foi pastorear a Igreja Presbiteriana de Senador Guiomard e, algum tempo depois, pastoreou, também, a Igreja Presbiteriana do Universitário, situada no Conjunto Universitário III.
Em 1999 filiou-se ao Partido dos Trabalhadores (PT), elegendo-se deputado federal pelo partido em 2002, reelegendo-se em 2006.

## Punição partidária e mudança de legenda
Em setembro de 2009 o deputado federal Henrique Afonso foi punido pela direção do PT com a suspensão de suas atividades partidárias por três meses, além de ser impedido de representar o partido na Comissão de Seguridade Social e Família, da Câmara dos Deputados, por dois anos.
A penalidade foi causada pelo posicionamento do parlamentar contra a legalização do aborto no país. Processo semelhante foi atribuído também ao ex-deputado petista Luiz Bassuma, da Bahia.
O deputado baiano sofreu sanções ainda mais severas que Henrique Afonso: Suspenso do partido por um ano, ele não poderá se candidatar mais nas próximas eleições de 2010. Também não pode participar da Comissão por três meses.
No mesmo mês de setembro Henrique Afonso anunciou sua saída do PT e filiação ao Partido Verde (PV), seguindo o mesmo caminho da então senadora acreana Marina Silva.

## Escândalo das passagens aéreas
Em 2016 foi denunciado pela participação no Escândalo das passagens aéreas, ocorrido quando era deputado federal em 2009. O escândalo consistia no repasse da cota de viagens aéreas a terceiros – o benefício, custeado com dinheiro público, é privilégio exclusivo de parlamentares. Entre os 443 denunciados, foi o que mais emitiu passagens: 434 bilhetes recebidos e uma movimentação financeira de R$ 245.343,54, tudo custeado pelo contribuinte.